# Pirates du Panama
Les pirates du Panama ont écumé la Caraïbe à partir de la fin des années 1670, à partir de plusieurs implantations situées dans l'isthme de Panamá, le Rendez-vous de l'île d'Or, l'archipel de San Blas et le site de Bocas del Toro. Ces trois sites avaient l'avantage d'être relativement éloignés de Panama, le site fortifié espagnol protégeant la région.
Les pirates du Panama ont utilisé la position géographique privilégiée de l'isthme de Panama pour gagner l'océan Pacifique, alors décrit comme les mers du Sud et piller les riches villes côtières de l'empire espagnol, encore relativement peu protégées.
Ces pirates étaient anglais, français et hollandais. Leur existence est attestée selon les historiens par les récits autobiogroaphiques effectués par six d'entre eux, dont Alexandre-Olivier Exquemelin, Basil Ringrose, Raveneau de Lussan, Lionel Wafer, et Louis Le Golif.

## Chronologie
- 1671 : 
  - Thomas Lynch planteur et négociant d'esclaves désarme les flibustiers pour assurer la stabilité politique d'une Jamaïque transformée en réserve d'esclaves, à vendre à l'empire espagnol.
  - Après la bataille de Mata Asnillos, les pirates commandés par Henri Morgan mettent à sac la ville de Panama
- 1677 : Lionel Wafer s'embarque pour l'Amérique sur le Great Anne, un second voyage le mène à la Jamaïque
- 1678 : Alexandre-Olivier Exquemelin publie "De Americaenche Zee-Roovers", qui est traduit en espagnol en 1681 par Alonso de Bonne-Maison puis en anglais en 1684[1].
- 1678 : Charles François d'Angennes, au service de Louis XIV, lance les désarmements de flibustiers
- 1678 : fin de la guerre de Hollande
- avril 1679 : 1er Rendez-vous de l'île d'Or, auquel participe Jean Bernanos et Jean Rose[2], selon Basil Ringrose
- avril 1680 : Rendez-vous de l'île d'Or décrit par Basil Ringrose, qui y participe
- 5 mai 1681 : Lionel Wafer, blessé après l'explosion d'un baril de poudre, est laissé aux mains des Kunas[3]
- 1682 :  Charles François d'Angennes arrête le flibustier François Grognier, alias Cachemarée[4]
- mars 1682 : Basil Ringrose rentre en Angleterre
- 1684 : 1 100 flibustiers hollandais, anglais et français s’associent pour aller piller la côte du Pérou, les uns par le détroit de Magellan, les autres par l’isthme de Panama
- 1684 : Basil Ringrose publie Account of the dangerous voyage and bold assaults of Captain Bartholomew Sharp and others[5], journal détaillé avec cartes et dessins[6]. Il publie aussi ""The South Seas Waggoner", qui sera ajouté en 4e partie à une des rééditions du livre d'Alexandre-Olivier Exquemelin publié en 1678
- février 1686 : Basil Ringrose est l'une des 50 victimes d'un massacre perpétré par les Espagnols contre les flibustiers sur les côtes du Mexique[7]
- 1687 : ultimatum aux flibustiers qui n'ont pas encore quitté Saint-Domingue, par le gouverneur de l'île, Pierre-Paul Tarin de Cussy, avec deux possibilité : l'amnistie ou le départ[8].
- 1689 : Raveneau de Lussan publie "Histoire des Filibustiers de la mer de Sud", qui raconte ses exploits de l'année 1684[1].
- 1697 : William Dampier publie "A New Voyage Around the World", grand succès en Angleterre
- 1698 : William Dampier est envoyé explorer le secteur de l'Australie, aux commandes du "HMS Roebuck", avec une commission de
- 1699 : Lionel Wafer publie "New Voyage and Description of the Isthmus of Panama"[3].
- 1699 : réédition du livre d'Alexandre-Olivier Exquemelin, incluant une 4e partie avec le récit de Basil Ringrose[3]
- 1945 : Yves Hemar retrouve un manuscrit de Louis Le Golif sur la période 1645-1660 dont la fin est brûlée, qui est publié en 1654[1]